# Maurizio Micheli
Maurizio Micheli (født 3. februar 1947) er en italiensk skuespiller, og forfatter. Han er mest kendt for filmen Allegro non troppo fra 1976.

## Film
- Allegro Non Troppo (1976)
- Café Express (1980)
- Mani di fata (1982)
- Heads I Win, Tails You Lose (1982)
- I Am an ESP (1985)
- Il commissario Lo Gatto (1987)
- Roba da ricchi (1987)
- Rimini Rimini (1987)
- Rimini Rimini - Un anno dopo (1988)
- Cucciolo (1998)
- Commediasexi (2006)
- Valzer (2007)
- The Cézanne Affair (2009)
- Pinocchio (2012)
- Women Drive Me Crazy (2013)
- Quo Vado? (2016)